# Zevenhuizen (Bunschoten)

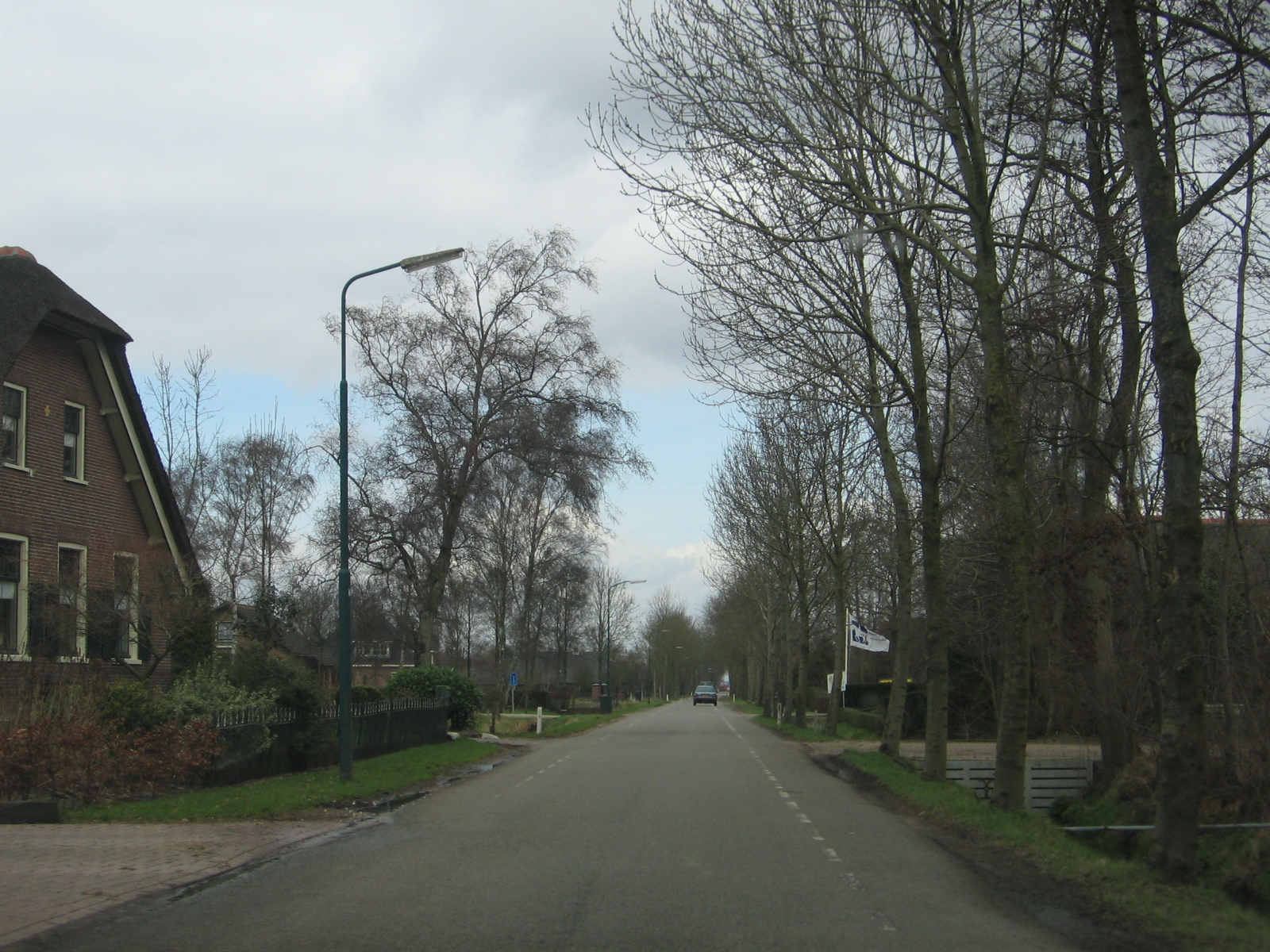
Zevenhuizen: een rechte weg

Zevenhuizen is een buurtschap in de gemeente Bunschoten, in de Nederlandse provincie Utrecht; gelegen aan de gelijknamige Zevenhuizerstraat. Het telt, inclusief het omliggende buitengebied, ca. 200 inwoners.

## Geschiedenis
Van 1810 tot 1857 maakte deze buurtschap deel uit van de gemeente Duist, de Haar en Zevenhuizen; van 1622 tot 1810 van het gelijknamige gerecht. In 1857 werd de gemeente samengevoegd met de gemeente Hoogland. Bij de opheffing van de gemeente Hoogland in 1974 is deze buurtschap ingedeeld bij de gemeente Bunschoten.
De gemeenschap van Zevenhuizen voelde zich, gezien de overwegend katholieke achtergrond, voornamelijk aangewezen op de voorzieningen in het dorp Hoogland. De ingebruikstelling van de rijksweg, met aanvankelijk één rijbaan met gelijkvloerse kruising in 1952, zorgde voor een hindernis in de verbinding naar het dorp. Bij de uitbouw van de rijksweg naar autosnelweg, begin jaren 70, kreeg de Zevenhuizerstraat een viaduct over de A1.
Stad: Bunschoten

Dorpen: Spakenburg · Eemdijk

Buurtschap: Bonte Poort (deels) · Zevenhuizen

Utrecht · Plaatsen in de provincie      Nederland · Provincies · Gemeenten